# أرجيميرو بينهيرو دا سيلفا
أرجيميرو بينهيرو دا سيلفا (بالبرتغالية: Argemiro Pinheiro da Silva‏) (مواليد 3 يونيو 1915) هو لاعب كرة قدم. يلعب مع منتخب البرازيل لكرة القدم. سبق له أن لعب في كأس العالم لكرة القدم مع منتخب بلاده.

## وصلات خارجية
- أرجيميرو بينهيرو دا سيلفا على موقع الاتحاد الدولي (مؤرشف)  (الإنجليزية)
- أرجيميرو بينهيرو دا سيلفا على موقع ناشيونال فوتبول تيمز (الإنجليزية)
- أرجيميرو بينهيرو دا سيلفا على موقع Soccerway.com (الإنجليزية)
- أرجيميرو بينهيرو دا سيلفا على موقع عالم كرة القدم.نت (الإنجليزية)